# Veredinha
Veredinha este un oraș și o municipalitate din statul un oraș în Minas Gerais (MG), Brazilia.